# Виктор Смолски
Виктор Смолский е беларуски и руски музикант и композитор, най-известен като китарист на немската метъл група Rage, в която свири от 1999 г. до днес. Син е на композитора Дмитрий Смолский.

## Биография
Роден е на 1 февруари 1969 в Минск. Като дете се учи да свири на виолончело, китара и пиано. През 1983 се присъединява към ансамбъл „Песняри“, ставайки най-младият участник на състава. Там Виктор не се задържа дълго и през 1984 напуска. През 1988 основава група Инспектор, която свири хардрок. Групата емигрира в Германия, където изнася множество концерти. През 1993 записват единственият си албум – „Russian Prayer“. След разпадането на Инспектор през 1994, Смолский решава да продължи като самостоятелен музикант. През 1996 издава първото си EP, съдържащо 4 инструментала. На следващата година Виктор се присъединява към група Mind Odyssey, с които записват 2 албума. Благодарение на Смолский, Mind Odyssey имат съвместни участия с Беларуския симфоничен оркестър, а баща му Дмитрий става съавтор на множество симфонии за китара с оркестър. Групата просъществува до 1999 година.
Виктор става част от група Rage, която по това време набира нов състав. Смолский е единственият китарист, а също така основен композитор и продуцент. Снима се и в клиповете на групата. През 2000 издава соловият си албум „The Heretic“, а през 2004 записва още един, озаглавен „Majesty & Passion“. Същата участва в записите на дебютния албум на група Кипелов „Реки времен“, издаден през 2005 г. Рейдж и Кипелов провеждат съвместни турнета, на които Смолский свири и в двете групи. В началто на 2006 Смолский окончателно се завръща в Рейдж. През 2007 става част от възродената група Mind Odyssey и от супергрупата Nuclear Blast Allstars, събрана от едноименната звукозаписна компания по случай 20-годишнината ѝ. Смолский композира песента на Таря Турунен „In the picture“. През 2009 Mind Odyssey издават първият си албум след 10-годишно затишие. Той се казва „Time to change it“. От 2013 е част от страничния симфоничен проект на Рейдж Lingua Mortis Orchestra.

## Дискография

### Соло албуми
- Destiny (EP) – 1996
- The Heretic – 2000
- Majesty & Passion – 2004

### С Инспектор
- Russian Prayer – 1993

### С Mind Odyssey
- Nailed to the Shade – 1998
- Signs – 1999
- Time to Change It – 2009

### С Rage
- Ghosts (1999)
- Welcome to the Other Side (2001)
- Unity (2002)
- Soundchaser (2003)
- From the Cradle to the Stage (концертен) (2004)
- Speak of the Dead (2006)
- Full Moon in St. Petersburg (концертен) (2007)
- Carved in Stone (2008)
- Strings to a Web (2010)
- 21 (2012)

### С Кипелов
- Реки времен – 2005

### С Lingua Mortis Orchestra
- LMO – 2013